# برونيتو لاتيني
برونيتو لاتيني (باللغة اللاتينية: Burnectus Latinus، وباللغة الإيطالية: Burnecto Latino) كان فيلسوفًا، باحثًا، كاتب عدل، ورجل دولة في إيطاليا.

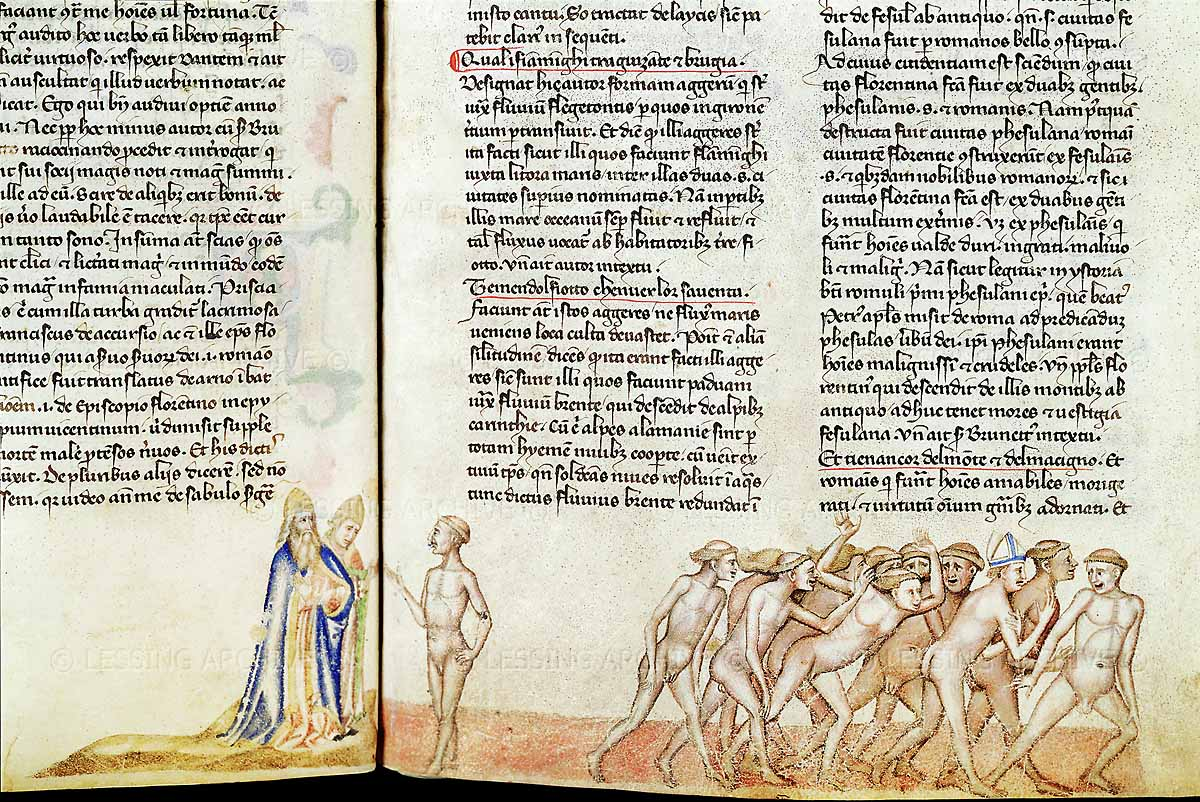
دانتي وفيرجيل مقابلة برونيتو بين اللواط، من تعليق جويدو دا بيزا على الكوميديا، حوالي 1345.

## روابط خارجية
- برونيتو لاتيني على موقع الموسوعة البريطانية (الإنجليزية)